# سيرغي أيلين
سيرغي أيلين (بالروسية: Ильин, Сергей Иванович)‏ (5 أغسطس 1968 - ) هو لاعب كرة قدم روسي (وحمل سابقاً جنسية الاتحاد السوفيتي) في مركزي الوسط والدفاع. لعب مع زينيت سانت بطرسبرغ وFC KAMAZ Naberezhnye Chelny ‏ وطربيدو أوليارت ‏ وتكستيلشيك كاميشين ‏ وFC Avtoagregat Kineshma ‏ وFC Spartak-Peresvet Bryansk ‏ وFC Spartak-Telekom Shuya ‏ وFC Khopyor Balashov ‏.